# Koratinga
Koratinga est une commune rurale située dans le département de Zam de la province du Ganzourgou dans la région Plateau-Central au Burkina Faso.

## Géographie
Koratinga est situé à environ 18 km au nord-ouest de Zam, le chef-lieu du département, et à 45 km au nord-ouest de Zorgho, le chef-lieu de la province.

## Santé et éducation
Koratinga accueille un centre de santé et de promotion sociale (CSPS) tandis que le centre médical avec antenne chirurgicale (CMA) se trouve à Zorgho.
Le village possède une école primaire publique.